# Droga krajowa nr 44 (Polska)
Droga krajowa nr 44 (DK44) – droga krajowa klasy GP oraz klasy G przebiegająca przez województwo śląskie oraz małopolskie. Jest jedną z pięciu dróg, obok DW780, A4, DK79 i DK94, łączących Górny Śląsk z Krakowem, a także najbardziej wysuniętą na południe spośród wymienionych. Omija konurbację katowicką od strony południowej, łącząc na jej terenie Gliwice z Mikołowem, Tychami, Bieruniem, Oświęcimiem i Krakowem. Odgrywa szczególnie ważną rolę dla miast leżących w zachodniej Małopolsce, ponieważ łączy je z Górnośląskim Okręgiem Przemysłowym. Obszar, który przecina DK44, jest uprzemysłowiony.

## Klasa drogi
Droga posiada parametry klasy GP na odcinku Gliwice – Mikołów – Tychy – Oświęcim oraz klasy G na odcinku z Oświęcimia przez Zator i Skawinę do Krakowa.

## Dopuszczalny nacisk na oś
Od 13 marca 2021 roku na drodze dozwolony jest ruch pojazdów o nacisku pojedynczej osi napędowej do 11,5 tony.

### Do 13 marca 2021
W latach 2012–2021 droga krajowa nr 44 objęta była ograniczeniami dopuszczalnego nacisku pojedynczej osi. Poniższa tabela zawiera dane według rozporządzenia z 2017 roku:
| Znak | Dopuszczalny nacisk | Odcinek                                                                      |
| ---- | ------------------- | ---------------------------------------------------------------------------- |
| DK44 | do 10 ton           | Gliwice ( – węzeł „Gliwice Sośnica”) – Mikołów – Tychy – Oświęcim – Zator () |
| DK44 | do 8 ton            | Zator () – Skawina – Kraków ( – węzeł „Kraków Skawina”)                      |

Od 2012 r. do 2015 r. miejscowością będącą stykiem poszczególnych odcinków o różnej nośności drogi był Oświęcim.

## Historia numeracji
Na przestrzeni lat trasa posiadała różne oznaczenia i klasyfikacje:

| Numer | Przebieg                                                                       | Lata obowiązywania              | Źródło | Klasyfikacja      | Uwagi                                                                               |
| ----- | ------------------------------------------------------------------------------ | ------------------------------- | --- | ----------------- | ----------------------------------------------------------------------------------- |
| 33    | Gliwice – Mikołów – Tychy – Bieruń Stary – Oświęcim – Zator – Skawina – Kraków | 1952 – lata 70 XX w.            | Mapa samochodowa Polski 1:1 000 , Warszawa: Państwowe Przedsiębiorstwo Wydawnictw Kartograficznych, 1962. Brak numerów stron w książce | droga państwowa   |                                                                                     |
| 33    | Gliwice – Mikołów                                                              | lata 70 XX w. – 1985            | - Samochodowy atlas Polski 1:500 000. Wyd. V. Warszawa: Państwowe Przedsiębiorstwo Wydawnictw Kartograficznych, 1979. ISBN 83-7000-017-7. Brak numerów stron w książce - Samochodowy atlas Polski 1:500 000. Wyd. IX. Warszawa: Państwowe Przedsiębiorstwo Wydawnictw Kartograficznych, 1984. Brak numerów stron w książce | droga państwowa   |                                                                                     |
| 221   | Mikołów – Tychy – Oświęcim – Zator                                             | lata 70 XX w. – 1985            | - Samochodowy atlas Polski 1:500 000. Wyd. V. Warszawa: Państwowe Przedsiębiorstwo Wydawnictw Kartograficznych, 1979. ISBN 83-7000-017-7. Brak numerów stron w książce - Samochodowy atlas Polski 1:500 000. Wyd. IX. Warszawa: Państwowe Przedsiębiorstwo Wydawnictw Kartograficznych, 1984. Brak numerów stron w książce | droga państwowa   |                                                                                     |
| ?     | Zator – Skawina – Kraków                                                       | lata 70 XX w. – 1985            | - Samochodowy atlas Polski 1:500 000. Wyd. V. Warszawa: Państwowe Przedsiębiorstwo Wydawnictw Kartograficznych, 1979. ISBN 83-7000-017-7. Brak numerów stron w książce - Samochodowy atlas Polski 1:500 000. Wyd. IX. Warszawa: Państwowe Przedsiębiorstwo Wydawnictw Kartograficznych, 1984. Brak numerów stron w książce | droga drugorzędna | 1. klasyfikacja na podstawie oznaczenia na mapach 2. nieznana numeracja             |
| 92    | Gliwice – Mikołów – Tychy                                                      | 1985 – 2000                     | - Uchwała nr 192 Rady Ministrów z dnia 2 grudnia 1985 r. w sprawie zaliczenia dróg do kategorii dróg krajowych (M.P. z 1986 r. nr 3, poz. 16) - Mapa samochodowa Polski 1:700 000. Wyd. 1. Szczecin: Wydawnictwo Kartograficzne KOMPAS, 1996/1997. ISBN 83-904373-2-5. Brak numerów stron w książce - Mapa samochodowa Polski 1:700 000. Wyd. II zmienione i poprawione. Szczecin: Wydawnictwo Kartograficzne KOMPAS, 1997/1998. ISBN 83-904373-3-3. Brak numerów stron w książce | droga krajowa     |                                                                                     |
| 950   | Tychy – Bieruń – Oświęcim – Zator                                              | 1985 – 2000                     | - Uchwała nr 192 Rady Ministrów z dnia 2 grudnia 1985 r. w sprawie zaliczenia dróg do kategorii dróg krajowych (M.P. z 1986 r. nr 3, poz. 16) - Mapa samochodowa Polski 1:700 000. Wyd. 1. Szczecin: Wydawnictwo Kartograficzne KOMPAS, 1996/1997. ISBN 83-904373-2-5. Brak numerów stron w książce - Mapa samochodowa Polski 1:700 000. Wyd. II zmienione i poprawione. Szczecin: Wydawnictwo Kartograficzne KOMPAS, 1997/1998. ISBN 83-904373-3-3. Brak numerów stron w książce | droga krajowa     | odcinek oznaczany jako dopuszczony do ruchu ciężkiego (dop. nacisk na oś do 10 ton) |
| 952   | Zator – Skawina – Kraków                                                       | 1985 – 2000                     | - Uchwała nr 192 Rady Ministrów z dnia 2 grudnia 1985 r. w sprawie zaliczenia dróg do kategorii dróg krajowych (M.P. z 1986 r. nr 3, poz. 16) - Mapa samochodowa Polski 1:700 000. Wyd. 1. Szczecin: Wydawnictwo Kartograficzne KOMPAS, 1996/1997. ISBN 83-904373-2-5. Brak numerów stron w książce - Mapa samochodowa Polski 1:700 000. Wyd. II zmienione i poprawione. Szczecin: Wydawnictwo Kartograficzne KOMPAS, 1997/1998. ISBN 83-904373-3-3. Brak numerów stron w książce | droga krajowa     | odcinek oznaczany jako dopuszczony do ruchu ciężkiego (dop. nacisk na oś do 10 ton) |
| 44    | Gliwice – Mikołów – Tychy – Oświęcim – Zator – Skawina – Kraków                | od 2000 z późniejszymi zmianami | - Zarządzenie nr 6 Generalnego Dyrektora Dróg Publicznych z dnia 9 maja 2000 r. w sprawie nowych numerów dróg krajowych · (wykaz dróg w archiwum Rzeczpospolitej ) - POLSKA Atlas drogowy 1:200 000. Mapy Ścienne Beata Piętka, 2000. Brak numerów stron w książce - Mapa samochodowa Polski 1:700 000. Wyd. XXVII. Dom Wydawniczy PWN, 2016. ISBN 978-83-7705-942-5. Brak numerów stron w książce                                                                                | droga krajowa     | obecnie droga kończy się na węźle z autostradą A4                                   |

## Przemysł, gospodarka, restauracje i sklepy przy DK44
W Tychach przy DK44 położone są takie firmy jak: Kompania Piwowarska (Tyskie Browary Książęce) oraz fabryka Fiat Auto Poland. W Mikołowie znajdują się hipermarket Auchan i bar szybkiej obsługi McDonald’s, z kolei w Tychach lokale McDonald’s i KFC oraz Śląska Giełda Kwiatowa. W Skawinie DK44 przebiega przez przemysłowe obszary miasta, są to trzy specjalne strefy gospodarcze: SAG, SOG, SAG HUTA w których znajdują się m.in. Elektrownia Skawina, była Huta Aluminium oraz Valeo.

## Węzły drogowe i skrzyżowania z ważnymi szlakami komunikacyjnymi
Obecnie trasę tę przecina autostrada A1, autostrada A4, droga krajowa nr 1, droga krajowa nr 81, droga krajowa nr 28 i droga ekspresowa S7. Oprócz tego drogę tę przecina 11 dróg wojewódzkich, a w przyszłości trasę tę ma przeciąć droga ekspresowa S1 (Bieruń i Oświęcim).

## Szerokość trasy
Trasa posiada dwie jezdnie w Mikołowie (odcinek wspólny z drogą krajową nr 81 oraz od węzła z DK81 do granicy Mikołowa z Tychami) oraz w Tychach (na wiadukcie w Tychach-Wilkowyjach nad torami kolejowymi, na węźle z drogą krajową nr 1 i obwodnica Bierunia Starego wybudowana dla celów fabryki Fiata). Na pozostałych odcinkach jest jednojezdniowa o parametrach 1+1, 1+2 oraz 1+3, a na mikołowskim odcinku DK44 znajduje się kilka niebezpiecznych zakrętów.

## DK44 jako obwodnica
Droga krajowa nr 44 jest obwodnicą dla miast Mikołów, Bieruń Stary, Skawina oraz częściowo dla Oświęcimia. DK44 jest również uważana za południową obwodnicę GOP.
Oprócz tego w ramach budowy drogi ekspresowej S1 Mysłowice – Bielsko-Biała ma powstać też południowa obwodnica Bierunia Nowego, która prawdopodobnie wejdzie w część DK44.

## Miasta leżące na trasie DK44
- Gliwice (A1, A4, DK78, DK88)
- Mikołów (DK81, DW928)
- Tychy (S1, DK1, DK86)
- Bieruń (DW934)
- Oświęcim
- Zator (DK28)
- Skawina (DW953)
- Kraków (A4, DK7, DK75, DK79, DK94)